# 愛塞克斯郡 (維吉尼亞州)
愛塞克斯郡（英語：Essex County）是位於美國維吉尼亞州中半島的郡之一，郡府位於Tappahannock鎮。根據2000年的統計，當地人口為9,989人。

## 歷史
愛塞克斯郡於1692年從Rappahannock郡分拆成立，命名方面有兩個說法，但沒有確切的答案，一是以英國的同名地方愛塞克斯來命名，二是取自愛塞克斯公爵的名字。

## 地理
根據美國人口調查局的數字，該郡的面積為740平方公里，當中有668平方公里是陸地，73平方公里是水，佔整個郡的9.84%。